# Haus des Islam (Verein)
Das Haus des Islam (HDI) ist ein Zentrum deutschsprachiger Muslime in Lützelbach (Odenwald), gegründet am 6. Juni 1982 von Muhammad Siddiq (Wolfgang) Borgfeldt. Borgfeldt ist Mitglied des von Yusuf al-Qaradawi geleiteten European Council for Fatwa and Research. Dem Zentrum ist ein Buchverlag angeschlossen, der deutschsprachige Literatur über den Islam herausbringt.
Als islamisches Kulturzentrum dient ein ehemaliges Hotel, das Muhammad Siddiq mit Privatspenden, auch mit Unterstützung von Muslimen aus Kuwait, 1983 kaufte.

## Programm
Das HDI bietet Seminare, Schwesterntreffen, Mädchenfreizeiten, Jungentreffen, Zeltlager und Bildungskurse an. Gesellschaftliche Aktivitäten finden auf Wandertagen, Fahrradtouren, gemeinsamen Fastentagen, gemeinsamem Fastenbrechen und Reisen statt. Zum Service des HDI gehören die Organisation und Durchführung von Haddsch und Umra, der großen und der kleinen Pilgerfahrt. Nach eigenen Angaben sollen über zweitausend deutsche Muslime diese Reise mit dem HDI gemacht haben.
Darüber verbreitet das HDI den Islam mit der Durchführung bzw. Unterstützung von Informations-Wochenenden, Islamwochen und Infoständen.
Im Jahre 1994 stand das HDI nach eigenen Angaben Pate bei der Gründung der Muslimische Jugend in Deutschland (MJD), die auch weiterhin vom HDI unterstützt wird.

### Treffen deutschsprachiger Muslime
Mit den „überregionalen Treffen deutschsprachiger Muslime“ (TDM) hat das HDI größere Bekanntheit erhalten, die alljährlich an einem (meist) verlängerten Wochenende stattfinden und zu denen nach eigenen Angaben bis zu 1000 Teilnehmer gekommen sein sollen. Diese Treffen wurden 1976 zum ersten Mal durchgeführt.

## Kooperationen
Nach eigenen Angaben arbeitet das HDI auf Landesebene eng mit der Islamischen Religionsgemeinschaft Hessen (IRH) zusammen.
Auf Bundesebene ist das HDI Mitglied des Zentralrat der Muslime in Deutschland (ZMD). Auf europäischer Ebene nimmt das HDI an dem Forum „Islam in Europe“ teil. Auf internationaler Ebene nimmt das HDI durch seinen 1. Vorsitzenden an den Sitzungen des ICII (International Council of Islamic Information) teil.
Im Rahmen der Jugendarbeit in Deutschland arbeitet das HDI mit der „Muslimische Jugend in Deutschland“ (MJD) zusammen, die 1994 aus Jugendaktivitäten des HDI hervorgegangen ist.